# Petr Čajánek
Petr Čajánek (Zlín, 18 agosto 1975) è un ex hockeista su ghiaccio ceco.

## Palmarès

### Olimpiadi
- Bronzo a Torino 2006.

### Mondiali
- Oro a Russia 2000.
- Oro a Germania 2001.
- Oro a Austria 2005.